# Романов, Михаил Платонович
Михаи́л Плато́нович Рома́нов (29 сентября 1926, Отары, Килемарский район, Марийская автономная область, РСФСР, СССР ― 7 ноября 2009, Козьмодемьянск, Марий Эл, Россия) ― марийский советский деятель культуры, муниципальный и хозяйственный деятель. Председатель Козьмодемьянского городского совета Марийской АССР (1979―1982). Организатор и первый директор Козьмодемьянского этнографического музея под открытым небом (1982―2003). Почётный гражданин Козьмодемьянска (2003). Дважды кавалер ордена Трудового Красного Знамени (1966, 1971). Участник Великой Отечественной войны и советско-японской войны. Член КПСС.

## Биография
Родился 29 сентября 1926 года в деревне Отары ныне Килемарского района Марий Эл в многодетной семье крестьянина и домохозяйки. 
Окончил Дубовскую среднюю школу в родном районе. После окончания школы в 1942―1943 годах работал в родном колхозе заведующим фермой. 
В ноябре 1943 года призван в РККА. Участник Великой Отечественной войны: прошёл школу молодого бойца в п. Сурок Медведевского района Марийской АССР, затем учился в 3 военно-морском авиационном училище в Таганроге. Проходил службу во 2 отдельном учебном автомобильном полку военно-морской авиации на Чёрном море. В 1951 году демобилизовался из армии в звании сержанта. Награждён орденом Отечественной войны II степени и медалями, в том числе медалью «За отвагу» и медалью Жукова.
После войны вернулся на станцию Дубовая Килемарского района Марийской АССР, где работал нормировщиком на железной дороге. 
Окончил Высшую партийную школу при ЦК КПСС, в 1955 году ― Всесоюзный институт повышения квалификации работников лесной промышленности в Москве.
В 1951―1953 годах работал заместителем начальника железной дороги Волжского леспромхоза. В 1955―1978 годах ― начальник Мелковского, Юринского лесопунктов, с 1959 года ― директор Руткинского, с 1962 года ― Волжского леспромхоза. В 1976 году ― директор инженерной защиты Чебоксарской ГЭС.
В 1979―1982 годах ― председатель Козьмодемьянского городского совета. На этой посту проделал значительную работу по переселению граждан из зоны затопления, строительству жилья, социальных объектов в Козьмодемьянске.
Организатор, в 1982―2003 годах ― первый директор Козьмодемьянского этнографического музея под открытым небом ― уникального культурного комплекса народа мари. При нём были созданы все основные музейные павильоны, проделана огромная работа по пополнению фондов музея.
В 1994 году вместе с Э. Д. Меджитовой стал составителем фотоальбома «Этнографический музей под открытым небом».
Занимался и общественной деятельностью: избирался депутатом Козьмодемьянского городского совета, членом бюро Горномарийского райкома КПСС. Долгое время активно участвовал в деятельности Козьмодемьянского городского Совета ветеранов.  
В 2003 году за большие заслуги перед городом Козьмодемьянском Марий Эл ему было присвоено почётное звание «Почётный гражданин Козьмодемьянска». Награждён орденом Трудового Красного Знамени (дважды), медалями и Почётной грамотой Президиума Верховного Совета Марийской АССР.
Скончался 7 ноября 2009 года в Козьмодемьянске, похоронен там же.

## Звания и награды

### Трудовые
- Почётный гражданин Козьмодемьянска (2003)[1]
- Орден Трудового Красного Знамени (1966, 1971)[1]
- Юбилейная медаль «За доблестный труд. В ознаменование 100-летия со дня рождения Владимира Ильича Ленина» (1970)
- Почётная грамота Президиума Верховного Совета Марийской АССР (1976)[1]

### Боевые
- Орден Отечественной войны II степени (06.04.1985)[8][9]
- Медаль «За отвагу» (СССР) (1973)[2]
- Медаль «За победу над Германией в Великой Отечественной войне 1941—1945 гг.»[2]
- Медаль «За победу над Японией»[2]
- Медаль Жукова[2]